# Concerviano
Concerviano là một đô thị ở tỉnh Rieti trong vùng Latium, có khoảng cách khoảng 60 km về phía đông bắc của Roma và cách khoảng 13 km southvề phía đông của Rieti. Tại thời điểm ngày 31 tháng 12 năm 2004, đô thị này có dân số 372 người và diện tích là 21,4 km².
Concerviano giáp các đô thị: Longone Sabino, Petrella Salto, Rieti, Rocca Sinibalda, Varco Sabino.